# Bechtolsheim

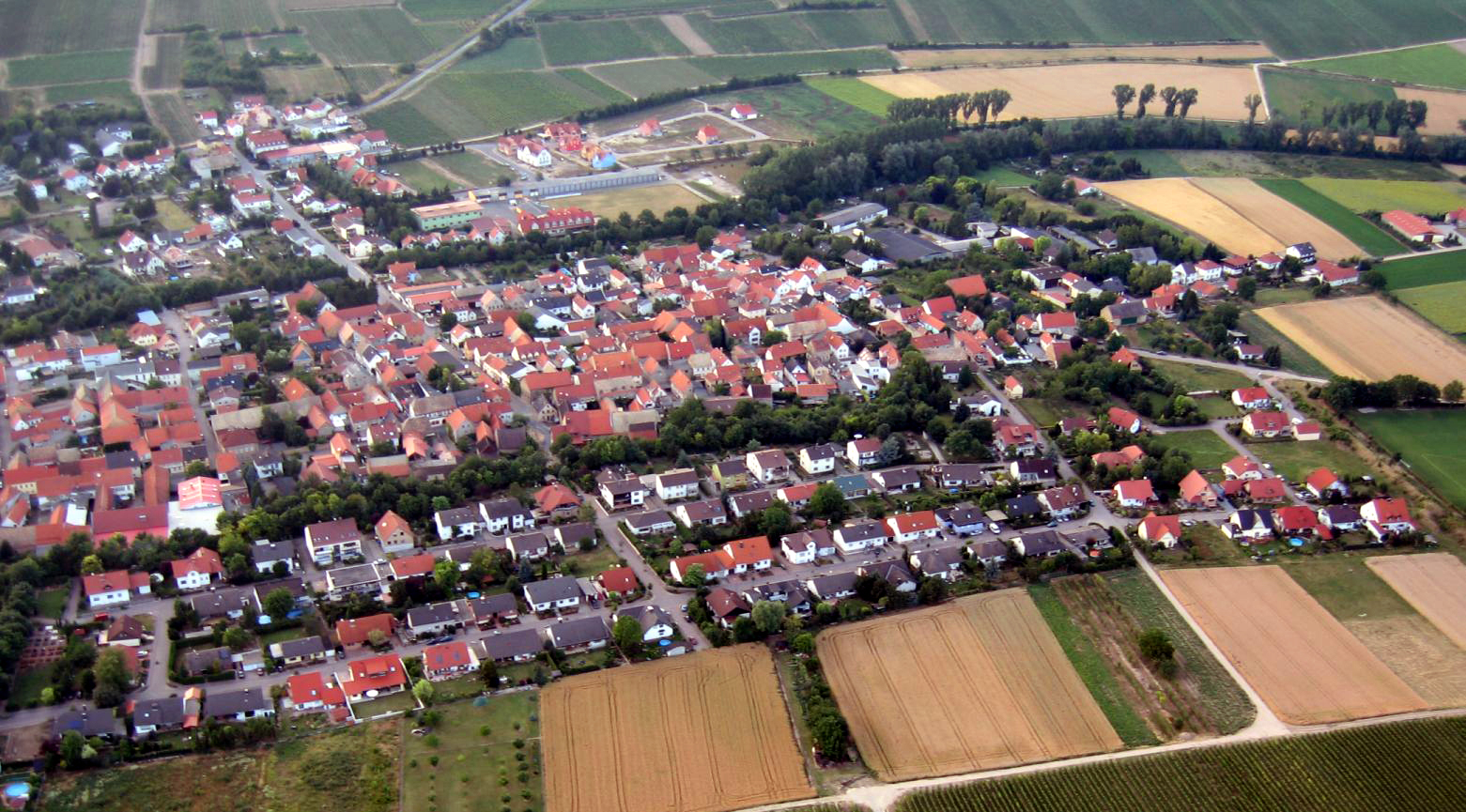
Cảnh Bechtolsheim nhìn từ trên cao

Bechtolsheim là một xã at the foot of the Petersberg ở Alzey-Worms district ở Rheinland-Pfalz, nước Đức. Xã Bechtolsheim có diện tích 10,66 km².
Xã này nằm gần Selz. Thị xã gần nhất là Alzey (10 km) và Mainz cách 30 km.

## Xã giáp ranh
- Biebelnheim
- Gau-Odernheim
- Undenheim
- Gabsheim